# Lijst van voetbalinterlands Colombia - Slowakije
Deze lijst van voetbalinterlands is een overzicht van alle officiële voetbalwedstrijden tussen de nationale teams van Colombia en Slowakije. De landen speelden tot op heden drie keer tegen elkaar. De eerste ontmoeting, een vriendschappelijke wedstrijd, werd gespeeld in Pereira op 8 februari 1997. Het laatste duel, eveneens een vriendschappelijke wedstrijd, vond plaats op 20 augustus 2003 in East Rutherford (Verenigde Staten).

## Wedstrijden
| № | Plaats          | Datum            | Competitie        | Wedstrijd            | Uitslag |
| - | --------------- | ---------------- | ----------------- | -------------------- | ------- |
| 1 | Pereira         | 8 februari 1997  | Vriendschappelijk | Colombia – Slowakije | 1 – 0   |
| 2 | Bogota          | 20 november 1999 | Vriendschappelijk | Colombia – Slowakije | 1 – 0   |
| 3 | East Rutherford | 20 augustus 2003 | Vriendschappelijk | Colombia – Slowakije | 0 – 0   |

## Samenvatting
| Competitie        | Totaal gespeeld | Winst Colombia | Gelijk | Winst Slowakije | Doelsaldo Colombia – Slowakije |
| ----------------- | --------------- | -------------- | ------ | --------------- | ------------------------------ |
| Vriendschappelijk | 3               | 2              | 1      | 0               | 2 − 0                          |
| Totaal            | 3               | 2              | 1      | 0               | 2 − 0                          |

Wedstrijden bepaald door strafschoppen worden, in lijn met de FIFA, als een gelijkspel gerekend.

## Details

### Eerste ontmoeting
| Vriendschappelijk (Pereira, Colombia, 8 februari 1997): |              | |
| Colombia | 1 – 0        | Slowakije |
| Faustino Asprilla 52' | goals        | |
| Hernán Darío Gómez | bondscoach   | Jozef Jankech |
| Faryd Mondragón 62' Wilmer Cabrera Jorge Bermúdez Osman López Hugo Galeano Andrés Estrada 62' Mauricio Serna Carlos Valderrama Víctor Pacheco Antony de Ávila Faustino Asprilla 62' | opstellingen | Miroslav König Ivan Kozák Dušan Tittel Miroslav Karhan 77' Dušan Tóth Samuel Slovák Marek Špilár Róbert Tomaschek 7' Vladislav Zvara Róbert Semeník 77' Szilárd Németh |
| Miguel Ángel Calero 62' Luis Quiñónez 62' Hamilton Ricard 62' | wissels      | 7' Igor Demo 77' Marián Bochnovič 77' Jozef Kožlej |

### Tweede ontmoeting
| Vriendschappelijk (Bogota, Colombia, 20 november 1999): |              | |
| Colombia | 1 – 0        | Slowakije |
| Stanislav Varga 66' (e.d.) | goals        | |
| Javier Álvarez | bondscoach   | Jozef Adamec |
| Agustín Julio Rubiel Quintana 82' Pedro Portocarrero Alexander Posada 77' Jersson González Jorge Bolaño Alexander Viveros 80' Frankie Oviedo Alberto Montaño 61' Víctor Bonilla Julián Téllez 65' | opstellingen | Kamil Susko Jaroslav Hrabal Stanislav Varga Karol Schulz Martin Konečný 79' Róbert Hanko Jozef Valachovič 61' Vladimír Janočko Ondrej Šmelko Vladimír Kožuch Marek Ujlaky |
| Freddy Grisales 61' Héctor Salazar 65' Carlos Asprilla 77' Fabián Vargas 80' Flaminio Rivas 82'                                                                                                   | wissels      | 61' Marián Dirnbach 79' Anton Suchý |
| Alexander Posada ??' | gele kaarten | ??' Ondrej Šmelko |

### Derde ontmoeting
| Vriendschappelijk (East Rutheerford, Verenigde Staten, 20 augustus 2003): |              | |
| Colombia | 0 – 0        | Slowakije |
| | goals        | |
| Francisco Maturana | bondscoach   | Ladislav Jurkemik |
| Faryd Mondragón 65' Iván López José Mera Luis Perea Gerardo Bedoya 46' David Montoya John Viáfara 46' Jorge López David Ferreira 46' Martín Arzuaga 46' Léider Preciado                                                                  | opstellingen | Branislav Rzeszoto Michal Hanek Branislav Labant Vladimír Labant 46' Maroš Klimpl 77' Karol Kisel Radoslav Zabavník Rudolf Urban Martin Ďurica 67' Róbert Vittek 46' Tomáš Oravec |
| Roberto Carlos Cortés 46' Rubén Darío Velásquez 46' Álvaro Domínguez 46' Rafael Castillo 46' Juan Carlos Henao 65' | wissels      | 46' Dušan Sninský 46' Peter Babnič 67' Marian Kurty 77' Miroslav Barčík |
| | gele kaarten | ??' Dušan Sninský |
| - Debuut van Jhon Viáfara (Once Caldas) voor Colombia. - Debuut van Dušan Sninský (MŠK Žilina), Miroslav Barčík (MŠK Žilina), Rudolf Urban (MFK Ružomberok), Martin Ďurica (MŠK Žilina) en Marian Kurty (MFK Ružomberok) voor Slowakije. |              | |

Colfútbol · A-internationals · Selecties · Statistieken · Bondscoaches · Colombiaans vrouwenelftal · Olympisch elftal · Colombia U20 · Colombia U17
1938 – 1949 ·
1950 – 1959 ·
1960 – 1969 ·
1970 – 1979 ·
1980 – 1989 ·
1990 – 1999 ·
2000 – 2009 ·
2010 – 2019 ·
2020 – 2029
WK 1962 · 
WK 1990 · 
WK 1994 · 
WK 1998 · 
WK 2014 · 
WK 2018
OS 1968 · 
OS 1972 · 
OS 1980 · 
OS 1992 · 
OS 2016
1938 · 
1939 · 1940 · 1941 · 1942 · 1943 · 1944 · 
1946 · 
1947 · 
1948 · 
1949 · 
1950 · 1951 · 1952 · 1953 · 1954 · 1955 · 1956 · 
1957 · 
1958 · 1959 · 1960 · 
1961 · 
1962 · 
1963 · 
1964 · 
1965 · 
1966 · 
1967 · 
1968 · 
1969 · 
1970 · 
1971 · 
1972 · 
1973 · 
1974 · 
1975 · 
1976 · 
1977 · 
1978 · 
1979 · 
1980 · 
1981 · 
1982 · 
1983 · 
1984 · 
1985 · 
1986 · 
1987 · 
1988 · 
1989 · 
1990 ·
1991 · 
1992 · 
1993 · 
1994 · 
1995 · 
1996 · 
1997 · 
1998 · 
1999 · 
2000 · 
2001 · 
2002 · 
2003 · 
2004 · 
2005 · 
2006 · 
2007 · 
2008 · 
2009 · 
2010 · 
2011 · 
2012 · 
2013 · 
2014 · 
2015 · 
2016 · 
2017 ·
2018 ·
2019 ·
2020 ·
2021
Algerije ·
Argentinië ·
Australië ·
Bahrein ·
België ·
Bolivia · 
Brazilië ·
Canada ·
Chili ·
China · 
Costa Rica ·
Cuba ·
DDR ·
Duitsland ·
Ecuador ·
Egypte ·
El Salvador ·
Engeland ·
Finland ·
Frankrijk ·
Griekenland ·
Guatemala · 
Haïti ·
Honduras ·
Hongarije ·
Hongkong ·
Ierland ·
Irak ·
Israël ·
Ivoorkust ·
Jamaica ·
Japan ·
Joegoslavië ·
Jordanië ·
Kameroen ·
Koeweit · 
Liberia · 
Marokko ·
Mexico ·
Montenegro ·
Nederland ·
Nederlandse Antillen ·
Nicaragua ·
Nieuw-Zeeland · 
Nigeria ·
Noord-Ierland ·
Noorwegen ·
Panama ·
Paraguay ·
Peru ·
Polen ·
Puerto Rico ·
Qatar ·
Roemenië ·
Saoedi-Arabië ·
Schotland ·
Senegal ·
Servië ·
Slovenië ·
Slowakije ·
Sovjet-Unie ·
Spanje ·
Trinidad en Tobago ·
Tsjecho-Slowakije ·
Tunesië · 
Turkije · 
Uruguay ·
Venezuela ·
Verenigde Arabische Emiraten · 
Verenigde Staten ·
Zuid-Afrika ·
Zuid-Korea ·
Zweden ·
Zwitserland
Brazilië (2014) ·
Engeland (2018) ·
Griekenland (2014) ·
Ivoorkust (2014) ·
Japan (2014) ·
Japan (2018) ·
Polen (2018) ·
Senegal (2018) ·
Uruguay (2014)
SFZ · A-internationals · Bondscoaches · Statistieken · Slowaaks vrouwenelftal · Olympisch elftal · Slowakije U21 · Slowakije U20 · Slowakije U19 · Slowakije U18 · Slowakije U17 · Slowakije U16
1939 – 1944 · 1992 – 1999 · 2000 – 2009 · 2010 – 2019 · 2020 − 2029
EK's: 2016 · 2020 · 2024
WK's: 2010
OS: 2000
1939 · 1940 · 1941 · 1942 · 1943 · 1944 · 1945–1991 · 1992 · 1993 · 1994 · 1995 · 1996 · 1997 · 1998 · 1999 · 2000 · 2001 · 2002 · 2003 · 2004 · 2005 · 2006 · 2007 · 2008 · 2009 · 2010 · 2011 · 2012 · 2013 · 2014 · 2015 · 2016 · 2017 · 2018 · 2019 · 2020 · 2021
Algerije · 
Andorra · 
Argentinië ·
Armenië · 
Australië · 
Azerbeidzjan · 
België · 
Bolivia · 
Bosnië en Herzegovina · 
Brazilië · 
Bulgarije · 
Chili · 
Colombia · 
Costa Rica · 
Cyprus · 
Denemarken · 
Duitsland · 
Egypte · 
Engeland · 
Estland · 
Faeröer · 
 Finland · 
Frankrijk · 
Georgië · 
Gibraltar · 
Griekenland · 
Guatemala · 
Hongarije · 
Ierland · 
IJsland · 
Iran · 
Israël · 
Italië · 
Japan · 
Joegoslavië · 
Jordanië · 
Kameroen · 
Kazachstan ·
Koeweit ·
Kroatië · 
Letland · 
Libanon ·
Liechtenstein · 
Litouwen ·
Luxemburg · 
Malta · 
Marokko · 
Mexico ·
Moldavië · 
Montenegro ·
Nederland · 
Nieuw-Zeeland · 
Noord-Ierland ·
Noord-Macedonië ·
Noorwegen ·
Oeganda · 
Oekraïne · 
Oezbekistan · 
Oostenrijk · 
Paraguay · 
Peru · 
Polen · 
Portugal · 
Roemenië · 
Rusland · 
San Marino · 
Saoedi-Arabië · 
Schotland · 
Servië en Montenegro ·
Slovenië · 
Spanje · 
Thailand · 
Tsjechië · 
Turkije · 
Verenigde Arabische Emiraten · 
Verenigde Staten · 
Wales · 
Wit-Rusland · 
Zuid-Korea · 
Zweden · 
Zwitserland
Engeland (2016) ·
Nieuw-Zeeland (2010) · 
Polen (2021) · 
Rusland (2016) · 
Spanje (2021) · 
Wales (2016) · 
Zweden (2021)